# Alan Patrick
Alan Patrick Lourenço est un footballeur brésilien, né le 13 février 1991 à Catanduva. Il évolue au poste de milieu offensif au SC Internacional.

## Palmarès

### En club
- Santos FC
  - Vainqueur du Championnat de São Paulo en 2010.
  - Vainqueur de la Copa Libertadores en 2011.

- Shakhtar Donetsk
  - Vainqueur du Championnat d'Ukraine en 2012, 2013 et 2017.
  - Vainqueur du Coupe d'Ukraine en 2018

- Internacional
  - Vainqueur du Championnat du Rio Grande do Sul en 2014

### En sélection
- Brésil - 20 ans
  - Vainqueur de la Coupe du monde des moins de 20 ans en 2011.
  - Vainqueur du Championnat des moins de 20 ans de la CONMEBOL en 2011.